# Холокост в Крупском районе
Холокост в Кру́пском районе — систематическое преследование и уничтожение евреев на территории Крупского района Минской области оккупационными властями нацистской Германии и коллаборационистами в 1941—1944 годах во время Второй мировой войны, в рамках политики «Окончательного решения еврейского вопроса» — составная часть Холокоста в Белоруссии и Катастрофы европейского еврейства.

## Геноцид евреев в районе
Крупский район был полностью оккупирован немецкими войсками 9 июля 1941 года, и оккупация продлилась три года — до 28 июня 1944 года. Нацисты включили Крупский район в состав территории, административно отнесённой к зоне армейского тыла группы армий «Центр».
Комендатуры — полевые (фельдкомендатуры) и местные (ортскомендатуры) — обладали всей полнотой власти в районе. Во всех крупных деревнях района были созданы районные (волостные) управы и полицейские гарнизоны из коллаборационистов.
Для осуществления политики геноцида и проведения карательных операций сразу вслед за войсками в район прибыли карательные подразделения войск СС, айнзатцгруппы, зондеркоманды, тайная полевая полиция (ГФП), полиция безопасности и СД, жандармерия и гестапо.
Одновременно с оккупацией нацисты и их приспешники начали поголовное уничтожение евреев. «Акции» (таким эвфемизмом гитлеровцы называли организованные ими массовые убийства) повторялись множество раз во многих местах. В тех населенных пунктах, где евреев убили не сразу, их содержали в условиях гетто вплоть до полного уничтожения, используя на тяжелых и грязных принудительных работах, от чего многие узники умерли от непосильных нагрузок в условиях постоянного голода и отсутствия медицинской помощи.
Массовые убийства евреев в районе начались уже в сентябре 1941 года в Крупках, Бобре, деревнях Холопеничи, Обчуга, Шамки, Дубровка, Ротань и других местах.
За время оккупации практически все евреи Крупского района были убиты, а немногие спасшиеся в большинстве воевали впоследствии в партизанских отрядах.

## Гетто
Оккупационные власти под страхом смерти запретили евреям снимать желтые латы или шестиконечные звезды (опознавательные знаки на верхней одежде), выходить из гетто без специального разрешения, менять место проживания и квартиру внутри гетто, ходить по тротуарам, пользоваться общественным транспортом, находиться на территории парков и общественных мест, посещать школы.
Реализуя нацистскую программу уничтожения евреев, немцы создали на территории района 6 гетто:
- в гетто в посёлке Бобр (лето 1941 — 10 октября 1941) были убиты около 700 евреев.
- в гетто в городе Крупки (июль 1941 — 18 сентября 1941) были убиты около 2000 евреев.
- в гетто в деревне Обчуга[бел.] (лето 1941 — 6 мая 1942) были убиты более 1000 евреев.
- в гетто в посёлке Холопеничи (июль 1941 — 6 сентября 1941) были убиты 1600 евреев.
- в гетто в деревне Шамки (июль 1941 — 6 сентября 1941) были убиты около 700 евреев.

### Ухвала
После оккупации евреи посёлка Ухвала жили в условиях гетто, а 14 марта 1942 года были убиты неподалёку в лесу — свыше 150 человек.
В 2010 году убитым в Ухвале евреям был установлен памятник.

## Случаи спасения и «Праведники народов мира»
В Крупском районе 4 человека были удостоены почетного звания «Праведник народов мира» от израильского мемориального института «Яд Вашем» «в знак глубочайшей признательности за помощь, оказанную еврейскому народу в годы Второй мировой войны»:
- Булай Зося и Павел — за спасение Скумс Анны в деревне Липовец[13].
- Давыденок Денис и Анастасия — за спасение Симхович Ципы и её сына Изи в деревне Папарное[14].

## Память
Опубликованы неполные списки жертв геноцида евреев в Крупском районе.
Памятники убитым евреям района установлены в Крупках, Обчуге, Холопеничах, Бобре, Шамках и Ухвале.